# Оана, Морис
Морис Оана (фр. Maurice Ohana; 12 июня 1913, Касабланка, Марокко — 13 ноября 1992, Париж) — французский композитор и пианист испанского происхождения.

## Биография
Родился в семье андалузских евреев-сефардов, имевших британское гражданство. Сформировался под воздействием испанского народного канте хондо и фольклорных импровизаций берберских музыкантов Марокко. Учился музыке в Барселоне (1927—1931), затем в Париже. Во время Второй мировой войны служил в британской армии в Северной Африке, в 1944 поселился в Риме, сблизился с композитором Альфредо Казеллой, начал сочинять. С 1946 жил и работал в Париже, организовал группу «Зодиак».

## Творчество
Отвергая догматику и чрезмерный интеллектуализм серийной техники (прежде всего — Пьера Булеза), Оана, сближаясь в этом со Стравинским, искал синтез средиземноморской архаики с современными разработками в области микроинтервалов, электроакустики и др. Особое значение при этом придавал голосу.

## Признание
Оана — лауреат Премии Италия (1969), Национальной музыкальной премии Франции (1975), премии Артюра Онеггера (1982), Музыкальной премии Парижа (1983), премии Равеля (1985). В 1994 г. при первом присуждении премии «Виктуар де ля мюзик» отдельно в области академической музыки лучшей композицией года были признаны «Сочинения для десятиструнной гитары» Оаны. С 1990 — президент Международной академии Мориса Равеля. Награждён Орденом Почётного легиона. Произведения Мориса Оана исполняли такие прославленные музыканты и коллективы, как Мстислав Ростропович, Les Percussions de Strasbourg, Кент Нагано, Морис Бежар, Элизабет Хойнацка и многие другие.

## Избранные сочинения
- «Плач по Игнасио Санчесу Мехиасу», оратория для баритона, чтеца и оркестра на стихи Ф. Г. Лорки (1950)
- «Песни» для солистов, хора и оркестра (1954)
- «Вечер пословиц», музыка к драме Жоржа Шеаде (1954)
- «Четыре хореографических этюда», балет для ударных (1955)
- «Люди и другие», музыка к драме Элио Витторини (1956)
- «Овечий источник», музыка к драме Лопе де Веги (1957)
- «Гробница Клода Дебюсси» для солистов и оркестра (1962)
- Пять секвенций для струнного квартета (1963)
- «Ифигения в Тавриде», радиопьеса (1965)
- «Азбука для Федры», камерная опера (1967)
- «Сивилла» для сопрано, ударных и магнитофона (1968)
- 24 прелюдии для фортепиано (1973)
- «Кольцо Фамари», концерт для виолончели с оркестром (1976)
- «Мадригалы» для женского хора и инструментального ансамбля (1976)
- Месса для хора (1977)
- «Книга чудес» для оркестра (1979)
- Концерт для фортепиано с оркестром (1981)
- «Лунные часы», сюита для гитары (1982)
- 12 этюдов с интерпретациями для фортепиано (1982—1985)
- «Dies solis» для хора и органа (1983)
- «Зеркало Селестины» для клавесина и ударных (1990)
- «In dark and blue», концерт для виолончели (1990)
- «Гробница Луизы Лабе» для смешанного хора (1990)
- «Avoaha» для хора, 2 фортепиано и 3 ударников (1991)